# Pelle Gudmundsen-Holmgreen
Pelle Gudmundsen-Holmgreen (Copenhaga, Dinamarca, 21 de Novembro de 1932 – 27 de junho de 2016) foi um compositor dinamarquês.
Ganhou o Preço de Música do Conselho Nórdico em 1980 para seu "Symfoni/Antifoni".